# Harii
Los harii («guerrero» en germánico occidental) eran, según un breve comentario del historiador romano del siglo I d. C. Tácito, un pueblo germánico; el más poderoso del grupo de estados (civitates) lugianos, que a su vez dominaban gran parte de la parte sueva de Germania, en una zona al norte de los montes Sudetes y los Cárpatos, en la región de la actual Polonia y Alemania oriental.
En su obra Germania, Tácito relata que los harii utilizaban escudos negros y se pintaban el cuerpo de negro (nigra scuta, tincta corpora), y atacaban de noche como un ejército tenebroso, para terror de sus adversarios. Se han propuesto teorías que relacionan a los harii con los einherjar, guerreros fantasmales al servicio del dios Odín, de los que se tiene constancia mucho más tarde entre los pueblos germánicos del norte a través de la mitología nórdica, y con la tradición de la cacería salvaje, una procesión de los muertos a través del cielo nocturno invernal a veces dirigida por Odín.

## Germania
Respecto a los harii, Tácito escribe en Germania:
En cuanto a los harii, aparte de su fuerza, que supera a la de las otras tribus que acabo de enumerar, complacen su salvajismo innato con habilidad y oportunidad: con escudos negros y cuerpos pintados, eligen las noches oscuras para luchar, y mediante el terror y la sombra de un ejército fantasmal causan el pánico, ya que ningún enemigo puede soportar una visión tan inesperada e infernal; en cada batalla los ojos son los primeros en ser conquistados.

## Teorías
Según John Lindow, Andy Orchard y Rudolf Simek, se suelen establecer conexiones entre los harii y los einherjar de la mitología nórdica; aquellos que han muerto y han ido al Valhalla gobernado por el dios Odín, preparándose para los acontecimientos del Ragnarök.
Lindow escribe que con respecto a la conexión teórica entre los harii y los einherjar, «muchos estudiosos piensan que puede haber una base para el mito en un antiguo culto a Odín, que se centraría en jóvenes guerreros que entraron en una relación extática con Odín» y que el nombre harii se ha conectado etimológicamente con el elemento -herjar de einherjar.
Simek afirma que, dado que la conexión se ha generalizado, «se tiende a interpretar estos ejércitos de muertos, obviamente vivos, como bandas de guerreros motivadas religiosamente, que dieron lugar a la formación del concepto de einherjar, así como a la cacería salvaje».

## En obras
Heilung - El coro de guerreros de Heilung se inspira en la tribu harii.